# Pseudoetrema fortilirata
Pseudoetrema fortilirata é uma espécie de gastrópode do gênero Pseudoetrema, pertencente a família Clathurellidae.